# Sky Scorcher
Sky Scorcher (буквальный перевод — выжигатель неба) — проект сверхдальнобойной атомной ракеты класса «воздух-воздух», разработанный в инициативном порядке фирмой Convair в 1950-х годах. Предназначалась для применения с борта перспективных перехватчиков по построениям неприятельских бомбардировщиков. Проект не заинтересовал ВВС и не был реализован.

## История
В 1950-х, применение ракет «воздух-воздух» с ядерными боевыми частями рассматривалось как эффективный способ борьбы с неприятельскими стратегическими бомбардировщиками. Мощность ядерного заряда с успехом компенсировала недостаточную точность и подверженность помехам систем наведения тогдашних ракет. В 1956 на вооружение ВВС США поступила первая ядерная ракета «воздух-воздух» — неуправляемый снаряд AIR-2 Genie.
Тем не менее, многие специалисты придерживались мнения, что простого вооружения обычных УРВВ ядерными зарядами недостаточно. В ближайшей перспективе предполагалась возможность появления сверхзвуковых стратегических бомбардировщиков, против которых применение УРВВ малого радиуса действия — даже с ядерными боеголовками — было бы затруднительно. Эффективным решением проблемы могли бы стать дальнобойные снаряды «воздух-воздух», способные поразить бомбардировщик на значительном расстоянии.
В 1956 году, фирма Convair в инициативном порядке начала разработку новой, сверхтяжелой ракеты, предназначенной для поражения самолётов противника на большом расстоянии. Эскизные разработки были предложены для оценки ВВС США.

## Конструкция
«Небесный выжигатель» был очень тяжелой ракетой, весом почти в 1500 кг и длиной в 5,5 метров при диаметре 480 миллиметров. Ракета предназначалась для атаки групп сверхзвуковых стратегических бомбардировщиков противника на дистанциях порядка 230 километров (!). Наведение отсутствовало: после запуска ракета двигалась по запрограммированному курсу и подрывалась в заранее заданной точке. Поражение цели обеспечивалось двухмегатонной термоядерной боевой частью — самым тяжелым атомным зарядом, когда-либо предполагавшимся для поражения самолётов.
«Небесный выжигатель» должен был запускаться со специально оборудованных перехватчиков, представлявших собой развитие только что поднявшегося в 1956 году в небо перехватчика Convair F-106 Delta Dart. Группа из семи перехватчиков должна была запустить по приближающемуся противнику плотный барраж из четырнадцати запрограммированных на одновременную детонацию ракет, в буквальном смысле «выжигая небо» вокруг самолётов противника. Флот из восьмидесяти перехватчиков Convair предлагал развернуть на северном рубеже NORAD, в центральных провинциях Канады.

## Реакция USAF
ВВС США отнеслись к проекту критически, несмотря на заверения Convair о расчетной эффективности и дешевизне программы. Помимо того, что пришлось бы разрабатывать с нуля и ракету и перехватчик, сама концепция применения в воздушном бою двухмегатонных боеголовок балансировала на грани разумности. Двухмегатонный заряд при детонации создавал область термического поражения в 35 калорий на сантиметр квадратный радиусом почти в 13 километров, что гарантировало разрушения и возгорания на поверхности даже при сравнительно высотном взрыве. Детонация же множества таких зарядов могла создать область обширных разрушений и заражения внизу.
В 1956 году проект был закрыт до того, как какие-либо значимые расчеты были предприняты.